# Stenocercus frittsi
Stenocercus frittsi är en ödleart som beskrevs av  Torres-carvajal 2005. Stenocercus frittsi ingår i släktet Stenocercus och familjen Tropiduridae. IUCN kategoriserar arten globalt som livskraftig. Inga underarter finns listade i Catalogue of Life.